# Procarbazine
Procarbazine là một loại thuốc hóa trị liệu được sử dụng để điều trị ung thư Hodgkin và các dạng ung thư não. Nếu sử dụng để điều trị bệnh Hodgkin, chúng thường được sử dụng phối hợp cùng với chlormethine, vincristine, và prednisone. Còn nếu sử dụng thuốc cho các bệnh ung thư não như glioblastoma multiforme, chúng được sử dụng với lomustine và vincristine. Thuốc thường được uống qua đường miệng.
Tác dụng phụ thông thường có thể kể đến số lượng tế bào máu thấp và nôn mửa. Các tác dụng phụ khác có thể có như mệt mỏi và trầm cảm Thuốc không được khuyến cáo ở những người có vấn đề về gan hoặc thận nặng. Sử dụng trong giai đoạn thai kỳ được biết là gây hại cho em bé. Procarbazine thuộc họ thuốc tác nhân alkyl hóa. Cơ chế hoạt động của chúng vẫn chưa được biết rõ.
Procarbazine đã được chấp thuận cho sử dụng y tế tại Hoa Kỳ vào năm 1969. Nó nằm trong danh sách các thuốc thiết yếu của Tổ chức Y tế Thế giới, tức là nhóm các loại thuốc hiệu quả và an toàn nhất cần thiết trong một hệ thống y tế. Tại Vương quốc Anh một tháng điều trị tại NHS có giá từ 450 đến 750 pound.